# 20.000 leguas de viaje submarino (miniserie)
20.000 leguas de viaje submarino (título original: 20,000 Leagues Under the Sea) es una miniserie de aventuras de 1997. La miniserie fue dirigida por Rod Hardy y protagonizada por Michael Caine, Patrick Dempsey y Mia Sara.  
Es una adaptación de la novela homónima del escritor francés Julio Verne, que fue publicada entre 1869 y 1870. Es, para ser más preciso, la quinta versión de esta novela para la pantalla. También cabe destacar que la hija de Nemo, Mara, y el cabo Attucks son personajes creados específicamente para esta adaptación. No existen en la novela.

## Argumento
Hay un monstruo marino en el mar que ya ha hundido varios barcos y que tiene por ello aterrados a los navegantes de todo el mundo. 
El científico francés Pierre Aronax, que se entera de esa extraña criatura, se propone a capturarla con las limitaciones técnicas de 1860. Sin embargo, cuando su barco es atacado por el monstruo, Aronax cae al agua y cuando despierta él se halla en el interior de un navío capaz de navegar bajo el agua, el cual es comandado por un científico llamado Nemo.

## Reparto
| Actor                    | Papel                |
| ------------------------ | -------------------- |
| Michael Caine            | Capitán Nemo         |
| Patrick Dempsey          | Pierre Arronax       |
| Mia Sara                 | Mara                 |
| Bryan Brown              | Ned Land             |
| Adewale Akinnuoye-Agbaje | Cabe Attucks         |
| John Bach                | Thierry Arronax      |
| Nicholas Hammond         | Saxon                |
| Peter McCauley           | Almirante McCutcheon |

## Producción
A Michael Caine le encantaba la novela de Julio Verne. Por ello, cuando le propusieron participar en la miniserie e interpretar al Capitán Nemo, él inmediatamente aceptó. Una vez solucionado el casting, la miniserie fue rodada en Australia.

## Recepción
Hoy en día la miniserie ha sido valorada en portales cinematográficos. En IMDb, con unos 1600 votos registrados, el filme obtiene una media ponderada de 5,7 sobre 10.